# Ryžový nákyp
Il ryžový nákyp /'riʐɔʋiː naːkip/ (letteralmente torta al budino di riso) è una torta della cucina ceca e slovacca a base di riso, latte, uova, burro e talvolta uva passa. Di solito viene servito con composta (albicocca, pesca, prugna o altra), oppure cosparso di zucchero o decorato con spuma di albume d'uovo. Può essere servito come piatto principale o come dessert.

## Preparazione
Il riso lavato viene fatto bollire in una pentola d'acqua e poi si aggiunge il latte. Il riso al latte cotto viene condito con tuorlo d'uovo, burro e successivamente con albume d'uovo sbattuto. L'impasto preparato viene poi trasferito in una teglia da forno unta e foderata. Potete fare uno strato di composta nel mezzo, mettere la teglia riempita in forno preriscaldato e lasciarla cuocere per circa 40 – 45 minuti.